# Giuseppe Vicino
Giuseppe Vicino (ur. 26 lutego 1993) – włoski wioślarz, brązowy medalista olimpijski z Rio de Janeiro.
Zawody w 2016 były jego pierwszymi igrzyskami olimpijskimi. W Brazylii zajął 3. miejsce w czwórce bez sternika, osadę tworzyli także Matteo Castaldo, Matteo Lodo i Domenico Montrone. W tej samej konkurencji był mistrzem świata w 2015.